# نکار-ادنوالد
نکار-ادنوالد (به آلمانی: Neckar-Odenwald-Kreis) یک rural district of Baden-Württemberg و منطقهٔ روستایی در آلمان است که در کارلسروهه واقع شده‌است.

## خصوصیات
نکار-ادنوالد ۱۴۱٬۵۸۴ نفر جمعیت دارد.